# Dries van Agt
Andreas Antonius Maria „Dries“ van Agt (2. února 1931 – 5. února 2024) byl nizozemský křesťanskodemokratický politik, člen a předseda strany Křesťanskodemokratická výzva. Byl téměř pět let premiérem Nizozemska (1977–1982) a ke konci svého funkčního období zastával souběžně i post ministra zahraničních věcí (1982). Byl také prvním místopředsedou vlády (1973–1977) v kabinetu Joopa den Uyla a ministrem spravedlnosti (1971–1977) ve vládách Barenda Biesheuvela a Joopa den Uyla.